# Quartier generale del comandante supremo dell'Ucraina
Il Quartier generale del comandante supremo (in ucraino Ставка Верховного Головнокомандувача?) è un organo statale militare del presidente dell'Ucraina che ha scopo la pianificazione della difesa dell'Ucraina.

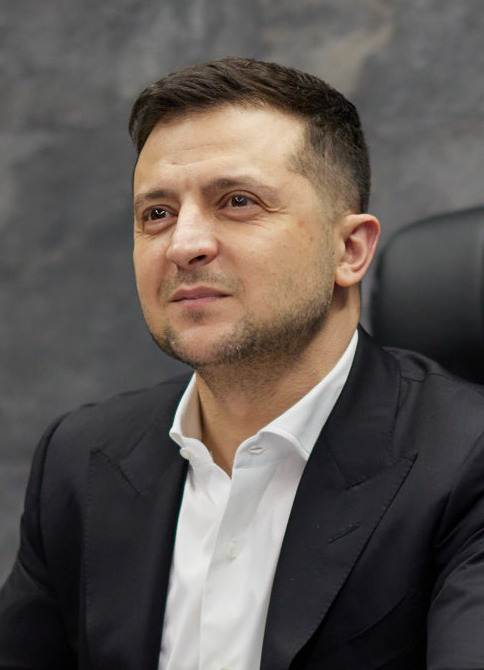
Volodymyr Zelens'kyj

Si tratta dell'organo supremo di comando e controllo delle truppe e dei singoli rami delle forze armate, nonché delle forze dell'ordine e delle agenzie dell'Ucraina, creato il 25 febbraio 2022 a seguito dell'Invasione russa dell'Ucraina.

## Membri

### Vertice del QG
- Comandante supremo delle forze armate ucraine Volodymyr Zelens'kyj, 6º presidente dell'Ucraina

### Coordinatore del QG

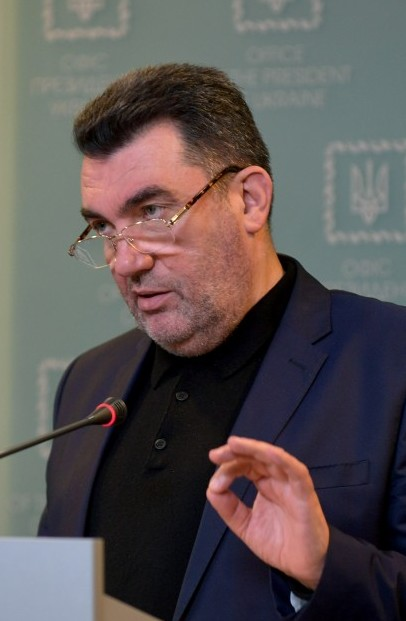
Oleksij Danilov

- Oleksij Danilov, segretario del Consiglio per la sicurezza e la difesa nazionale dell'Ucraina

### Membri del QG
- Anatolij Barhylevyč, capo di stato maggiore delle Forze armate ucraine
- Kyrylo Budanov, capo della Direzione principale dell'intelligence
- Serhij Dejneko, capo del Servizio di frontiera dell'Ucraina
- Andrij Jermak, capo dell'Ufficio del Presidente dell'Ucraina
- Oleksandr Kamyšin, ministro delle industrie strategiche
- Ihor Klymenko, ministro degli affari interni
- Oleksandr Kubrakov, ministro delle infrastrutture
- Dmytro Kuleba, ministro degli affari esteri
- Oleksandr Lytvynenko, direttore del Servizio d'intelligence estera
- Serhij Lapančuk, comandante delle Forze speciali ucraine
- Vasyl' Maljuk, direttore del Servizio di sicurezza dell'Ucraina
- Roman Mašovec', vice capo dell'Ufficio del Presidente dell'Ucraina
- Maksym Myrhorods'kyj, comandante delle Forze d'assalto aereo ucraine
- Rustem Umjerov, ministro della difesa
- Oleksandr Pavljuk, primo vice ministro della difesa
- Oleksandr Pivnenko, comandante della Guardia nazionale dell'Ucraina
- Serhij Rud', capo del Dipartimento per la sicurezza dello stato
- Oleksandr Syrs'kyj, comandante in capo delle Forze armate ucraine
- Ruslan Stefančuk, presidente della Verchovna Rada
- Mychajlo Fedorov, ministro della trasformazione digitale
- Denys Šmyhal', primo ministro dell'Ucraina

### Ex membri
- Ivan Bakanov, ex-direttore del Servizio di sicurezza
- Mykola Balan, ex-comandante della Guardia nazionale
- Oleksandr Turčynov, ex-segretario del Consiglio per la sicurezza e la difesa nazionale dell'Ucraina
- Serhij Kruk, capo del Servizio dei vigili del fuoco (Servizio statale dell'Ucraina per le emergenze)
- Viktor Ljaško, ministro della salute
- Oleksij Arestovyč, ex-consigliere presidenziale dell'Ucraina
- Denys Monastyrs'kyj, ministro dell'interno
- Oleksij Reznikov, ex-ministro della difesa
- Valerij Zalužnyj, ex-comandante in capo delle Forze armate
- Serhij Šaptala, ex-capo dello stato maggiore generale
- Ihor Tancjura, ex-comandante delle Forze di difesa territoriale
- Jurij Lebid', ex-comandante della Guardia nazionale